# Anders Kulläng
Anders Kulläng (* 23. September 1943 in Karlstad, Schweden; † 28. Februar 2012 in Huay Yang, Thailand) war ein schwedischer Rallyefahrer.

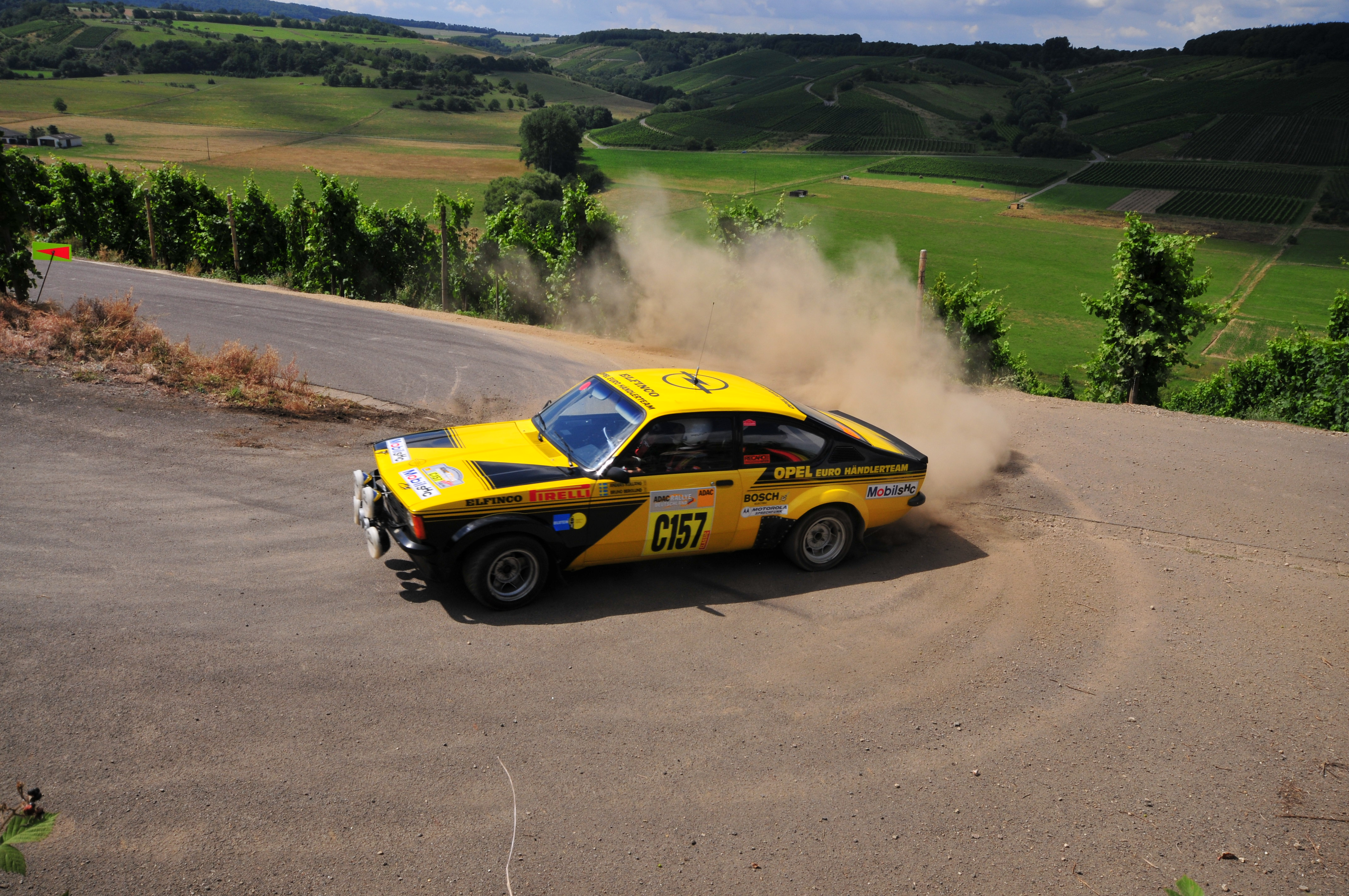
Anders Kulläng in einem Opel Kadett GTE bei der Historic-Rallye Deutschland 2008.

## Karriere
Anders Kulläng begann seine Rallye-Karriere 1962. Er fuhr bei nationalen Meisterschaften mit und später auch in der Rallye-Europameisterschaft (ERC). Bei seinem ersten Lauf zur Rallye-Weltmeisterschaft (WRC) belegte er den 13. Rang. Bei der Rallye Monte Carlo 1973 pilotierte Kulläng einen Opel Ascona. Der Marke Opel blieb er bis 1981 treu. Im Jahr 1980 siegte Kulläng bei der Heimrallye in Schweden. Dies blieb sein einziger Sieg in der obersten Rallye-Klasse. Ein Jahr später bekam er einen Werksvertrag beim Team Raillart, Mitsubishi. Insgesamt fuhr er bei 45 WM-Läufen vier Podestplätze heraus.

## Privates
Kulläng betrieb eine eigene Nachwuchsschule für junge Rallye-Talente. Bei ihm in der Kulläng Driving School haben sich unter anderen Colin McRae und Sébastien Loeb eingeschrieben. Anders Kulläng ertrank im Jahr 2012 bei einem Urlaubsaufenthalt in Thailand. Der Schwede wurde 68 Jahre alt.

## Erfolge

### WRC-Sieg
| Nr. | Rallye          | Jahr | Co-Pilot       | Auto            |
| --- | --------------- | ---- | -------------- | --------------- |
| 1   | Rallye Schweden | 1980 | Bruno Berglund | Opel Ascona 400 |